# Francesco Antonio Bonporti
Francesco Antonio Bonporti (ur. 11 czerwca 1672 w Trydencie, zm. 19 grudnia 1749 w Padwie) – włoski kompozytor, prezbiter.
Muzykę studiował u Pitoniego i Corellego, a na jego twórczość duży wpływ miały również kompozycje Johanna Sebastiana Bacha. Był nadwornym muzykiem cesarza Józefa I.
Komponował:
- sonaty kameralne,
- Invenzioni na skrzypce solo,
- motety na głos z towarzyszeniem skrzypiec,
- koncerty i serenady instrumentalne,
- tańce.